# Augustin Chomel
Pour les articles homonymes, voir Chomel.
Augustin Chomel, né le 23 mars 1857 dans le 1er arrondissement de Lyon et mort dans ce même arrondissement le 9 novembre 1923, est un architecte français.

## Biographie
Augustin Chomel, dont le  père était soyeux, a grandi dans sa ville natale de Lyon. Il suit de brillantes études à l’institution des Chartreux, puis il entre à l’École des beaux-arts de Lyon dans l'atelier d'Antonin Louvier, où ses premiers pas sont prometteurs. Il est ensuite admis à l’École des beaux-arts de Paris où il travaille de 1880 à 1884 dans l’atelier de Jean-Louis Pascal.
Ses études achevées, un architecte parisien, Jean Girette, le prend à son service et lui propose de superviser la construction d’un casino à Hyères pour son compte. Il revient deux ans plus tard s’établir à Lyon vers 1887, et se constitue une clientèle nombreuse et enthousiaste dès l’ouverture de son cabinet. Son premier projet est la construction d’une villa à Givry pour le compte de l’un de ses amis, dont il s’acquitte avec succès. Il marque le début de la production d’une riche et longue série d’œuvres par l’artiste.
Il devient membre de la Société académique d'architecture de Lyon en 1890, dont il devient le président de 1913 à 1919. Il est élu le 4 décembre 1917 à l'Académie des sciences, belles-lettres et arts de Lyon. 
Décrit comme particulièrement émotif par ses proches, la Première Guerre mondiale qui contraint l’aîné, puis le cadet de ses fils à se rendre au front le plonge dans un profond désarroi et fragilise considérablement son état de santé. Ils en reviennent toutefois sains et saufs. La maladie entraîne sa mort dans sa ville natale en 1923.

## Réalisations
- Lyon :
  - Couvent de l'Assomption de la rue Bournes[4].
  - Église Saint-Augustin[5],[6].
  - Grand bazar de l'hôtel de ville[4].
  - Immeubles des nos 32, 34, 36 et 97 du boulevard de la Croix-Rousse, des nos 1 et 3 rue des Chartreux ainsi que le no 8 de la place Tabareau[4].

## Distinctions
- Chevalier de l'ordre de Saint-Grégoire-le-Grand[7].
- Membre de la Société académique d'architecture de Lyon[4].

## Hommages
Une voie lui est dédiée à Lyon : l'impasse Chomel.

Œuvres lyonnaises d'Augustin Chomel
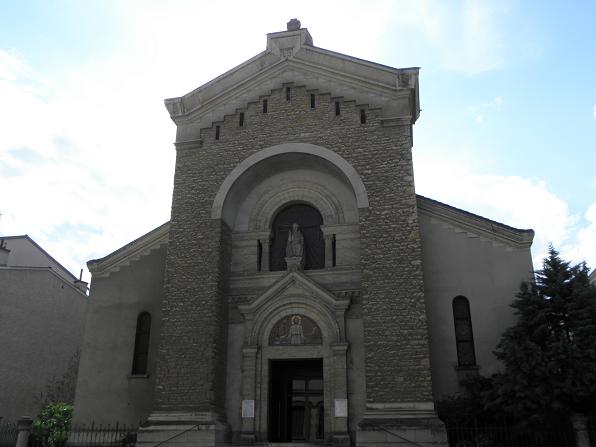
L'église Saint-Augustin.
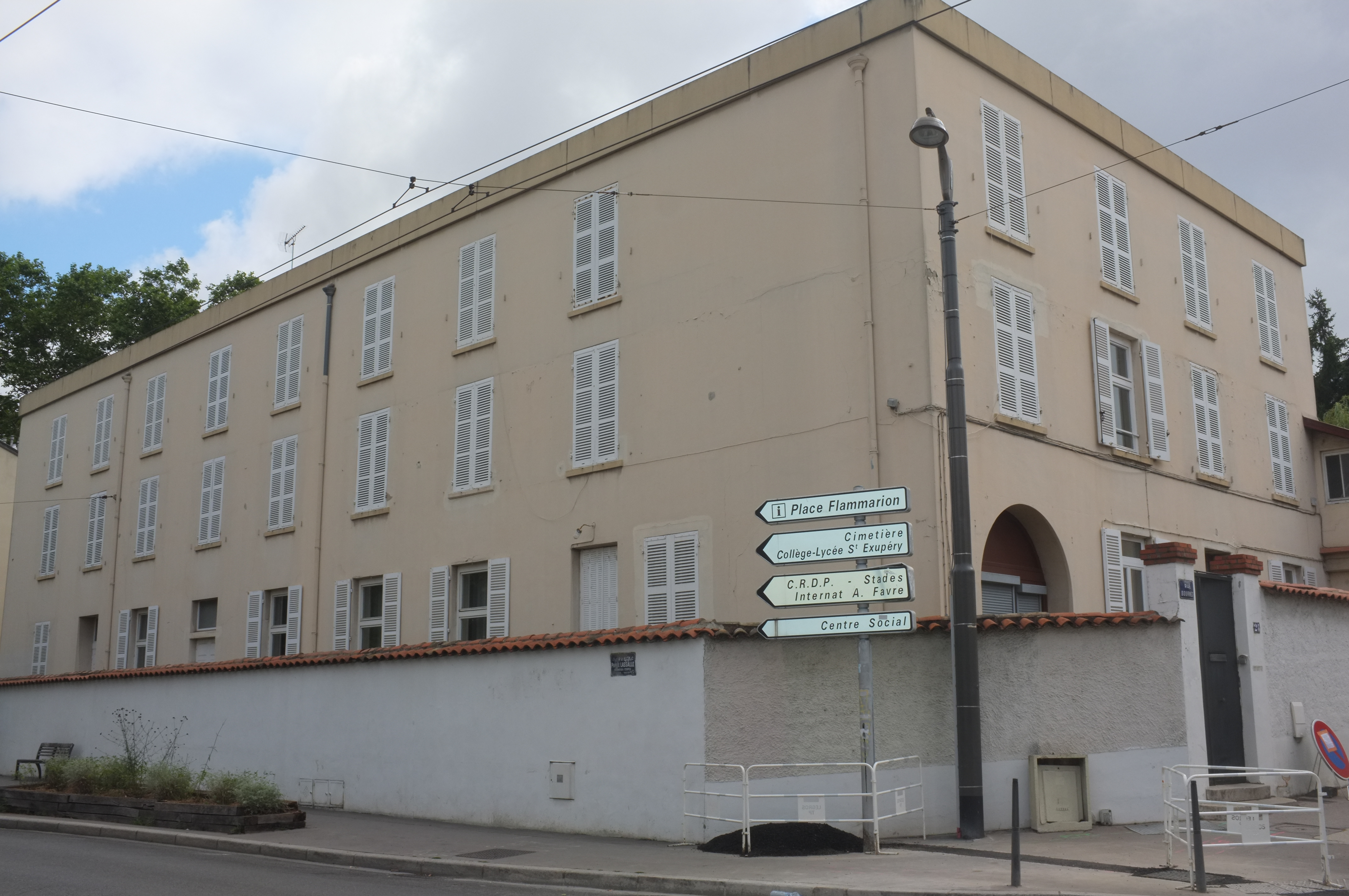
Couvent de l'Assomption.
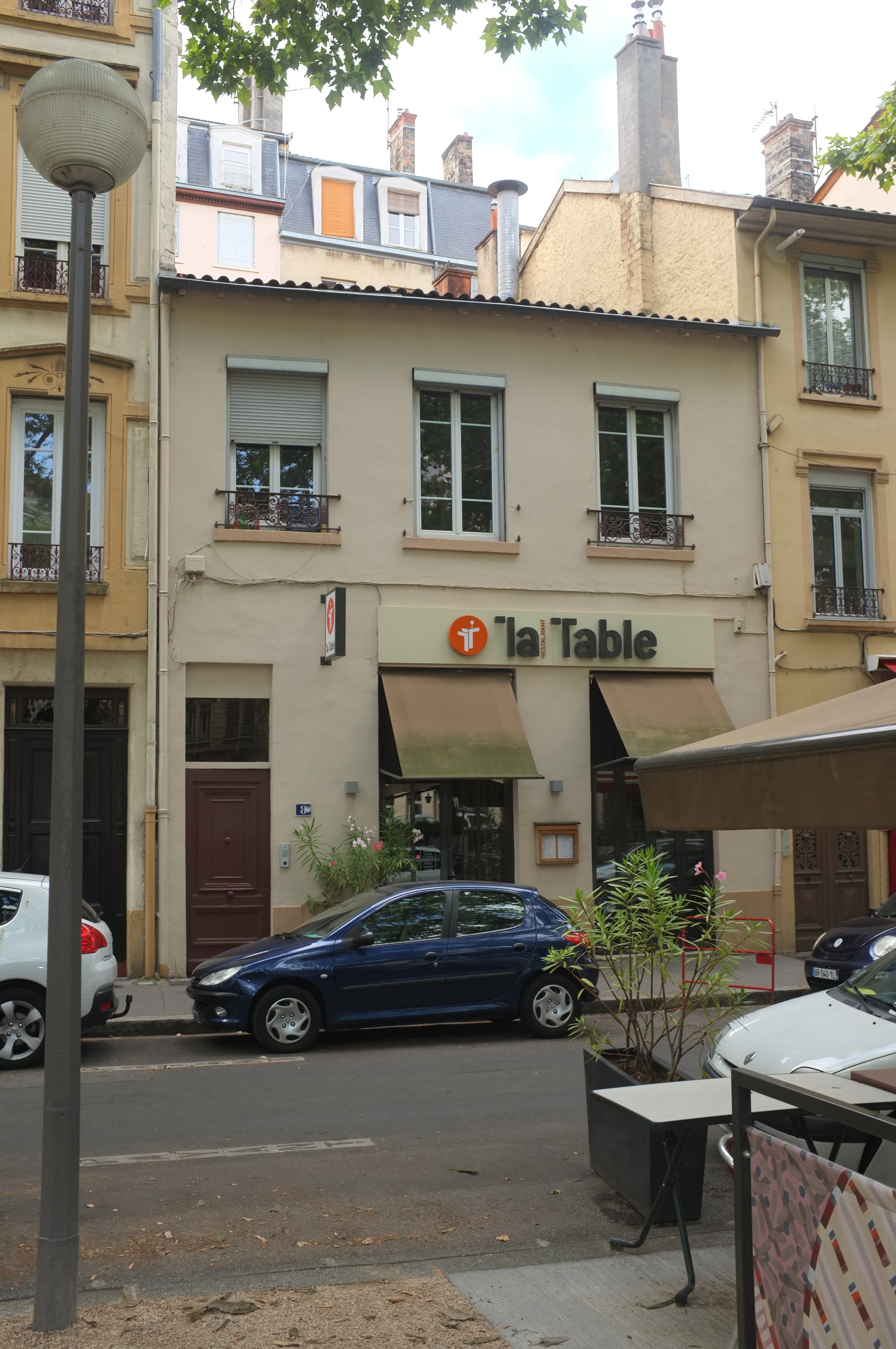
Immeuble du no 8 place tabareau.
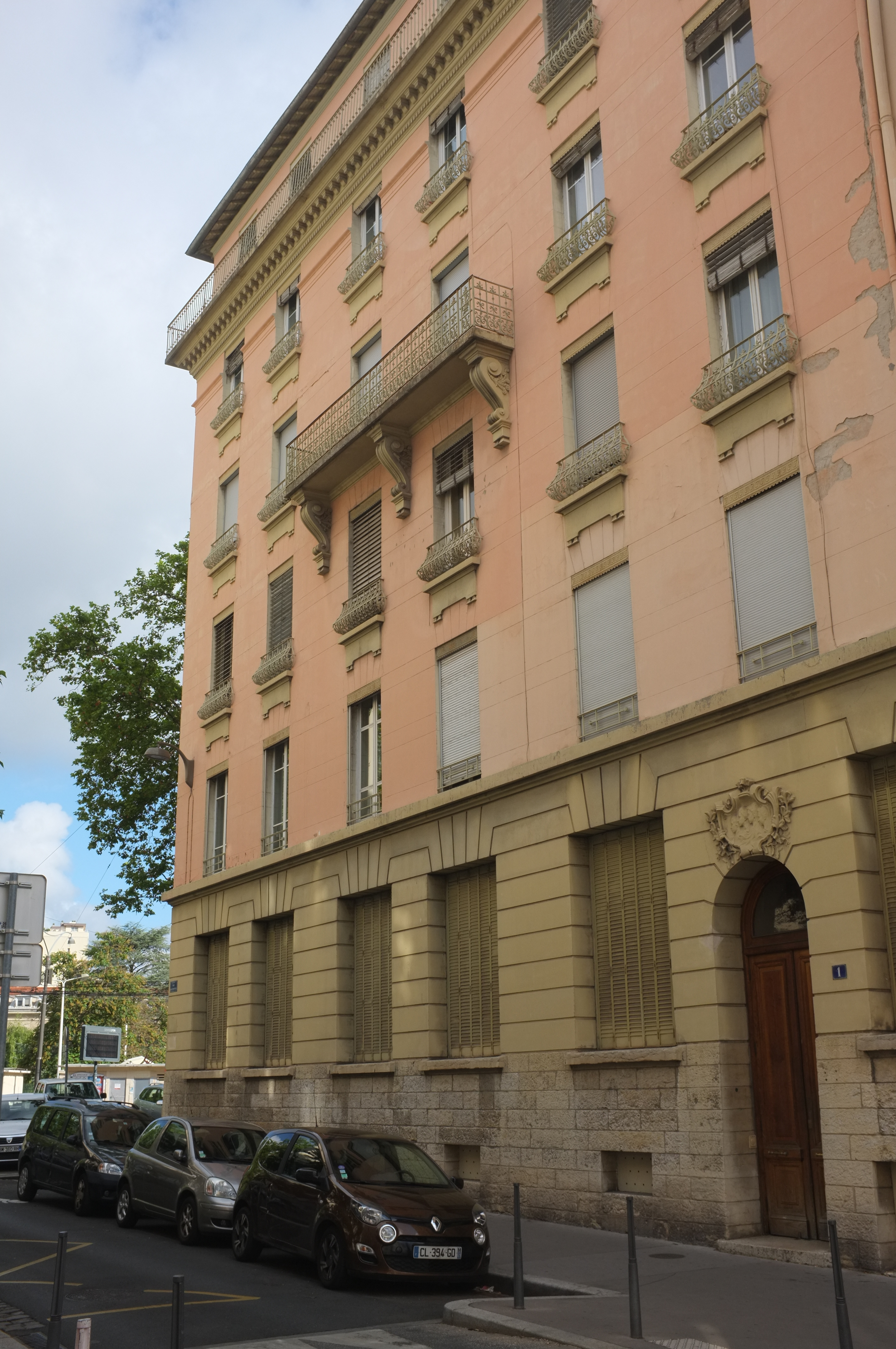
Immeuble du no 1 rue des Chartreux.
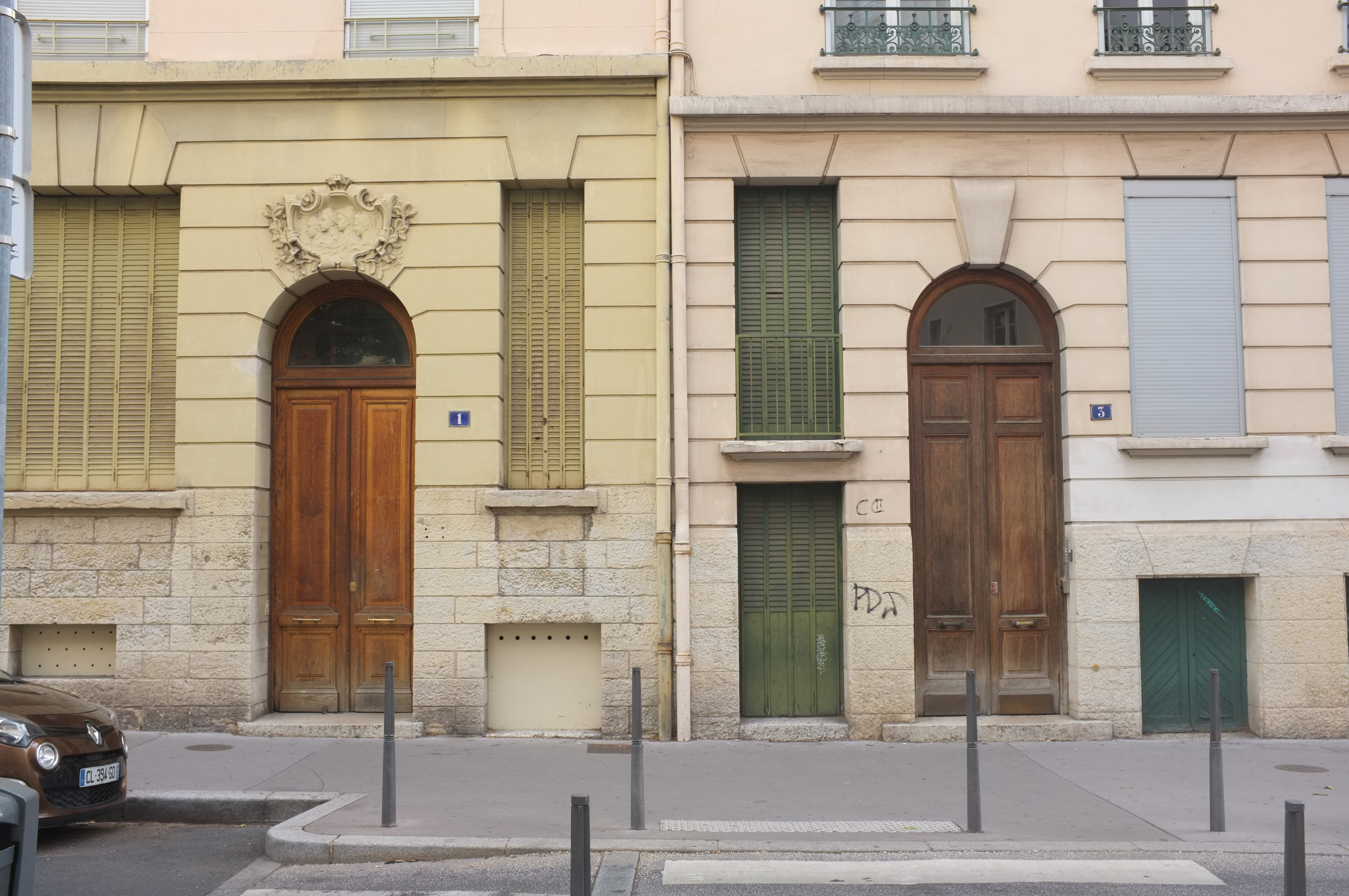
Immeubles des nos 1 et 3 boulevard de la Croix-Rousse.
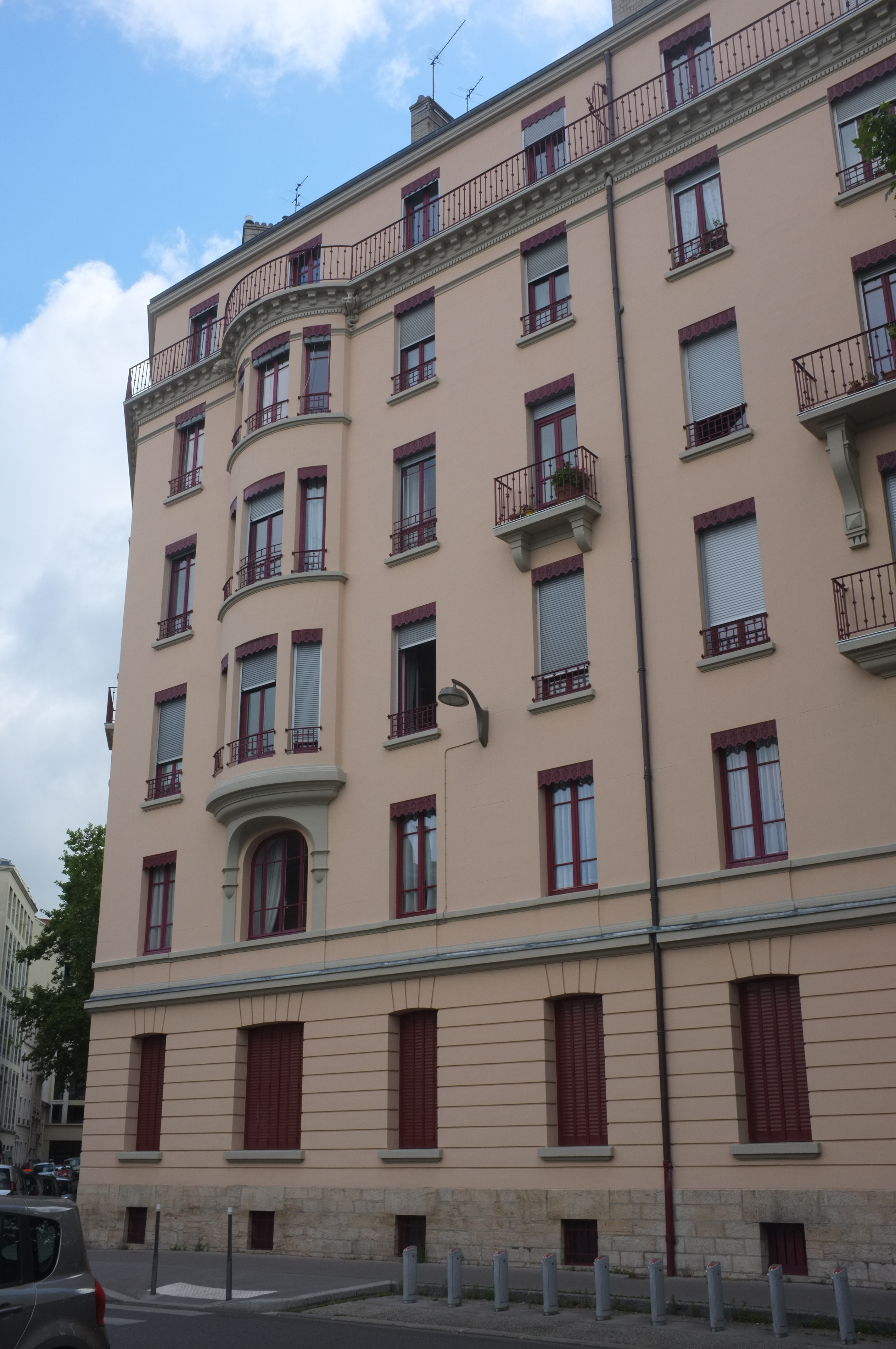
Immeuble du no 97 boulevard de la Croix-Rousse.